# FREDERICA
『FREDERICA』（フレデリカ）は、マーベラスより2023年9月28日に発売されたゲームソフト。対応プラットフォームはNintendo Switch・PC（Steam配信）。

## 概要
マーベラスの新規IPによるローグライクスタイルのアクションRPG。2023年6月21日配信の「Nintendo Direct」にて発表された。
言葉が失われた王国を舞台に、7人の主人公が自動生成型のダンジョンに挑むという内容。本作は同じくマーベラスが展開する「ルーンファクトリーシリーズ」と世界観を共有するとしている。

## 登場キャラクター

### 主人公
本作のプレイアブルキャラクターとなる7人の主人公。
ワンダラー "Wanderer"
声 - 島﨑信長

ウォリアー "Warrior"
声 - 田村睦心

ローグ "Rogue"
声 - 榊原良子

アーチャー "Archer"
声 - 石田彰

ファーマー "Farmer"
声 - 久野美咲

ファイター "Fighter"
声 - 三石琴乃

キャスター "Caster"
声 - 藤本たかひろ

### サブキャラクター
姫
声 - 花澤香菜

王
声 - 濱野大輝

## 主題歌
Division
神はサイコロを振らないによる主題歌。